# Staldkirken

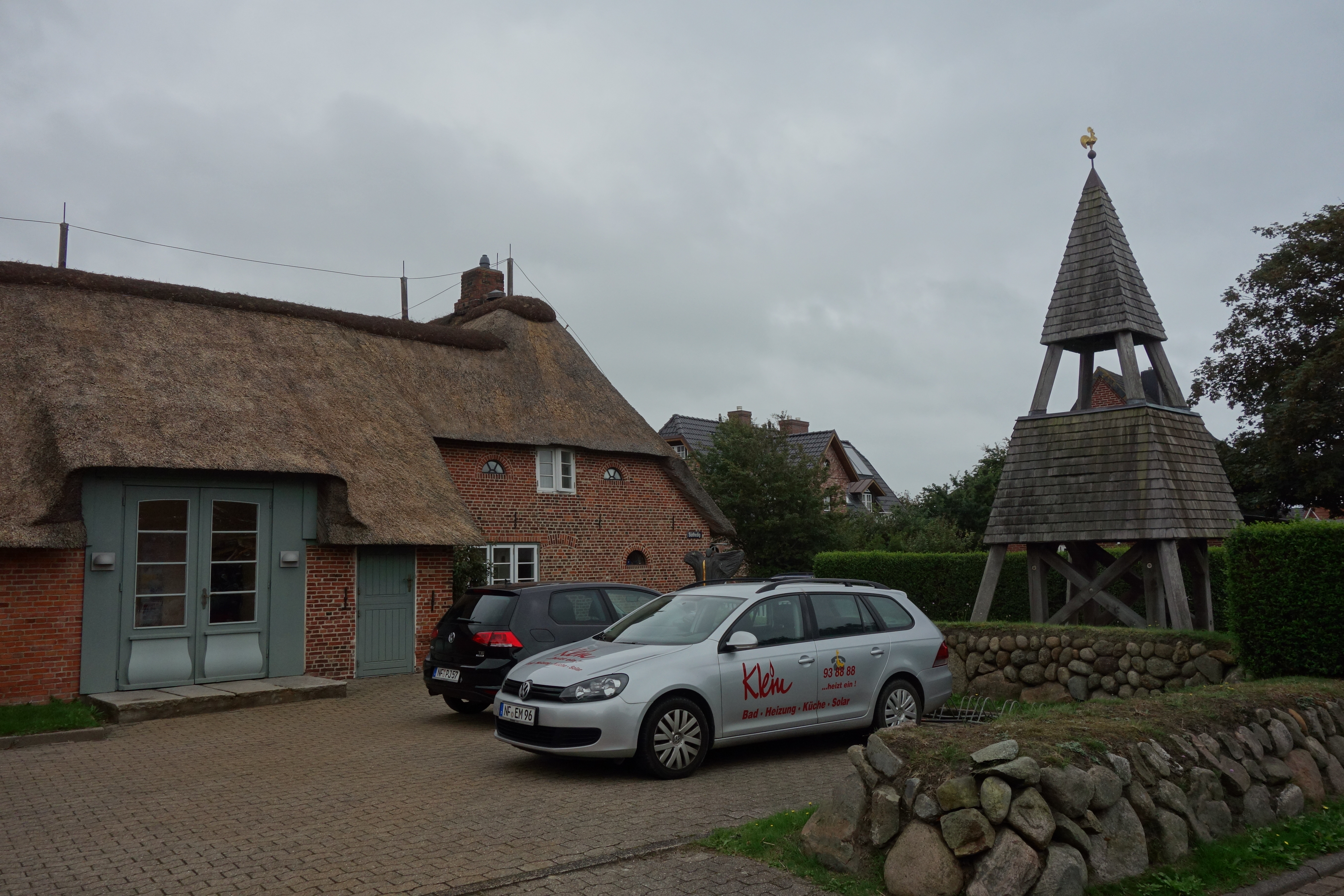
Die dänische Kirche auf Sylt, Ansicht von Nordwesten.

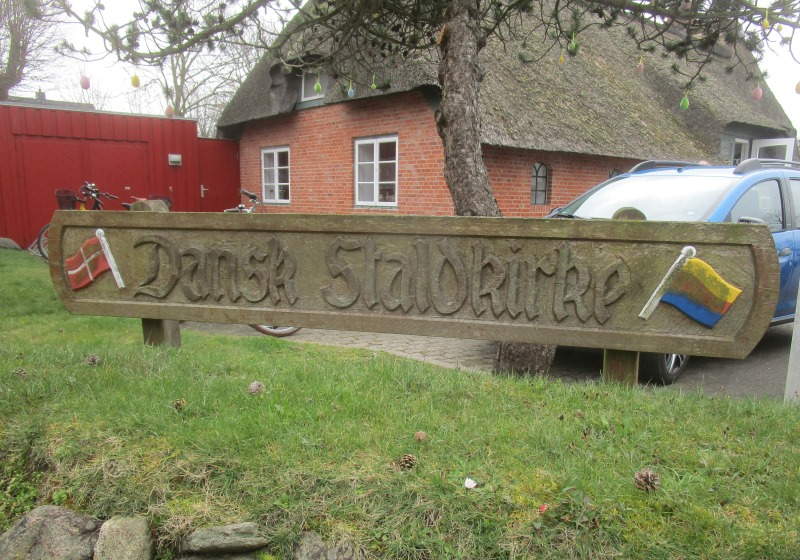
Holztafel vor der Staldkirke mit dänischer und nordfriesischer Flagge

Staldkirken (deutsch: Stallkirche) ist ein Kirchengebäude der evangelischen Dänischen Kirche in Südschleswig (dänisch Dansk Kirke i Sydslesvig) auf der Insel Sylt (dän. Sild). Kirche und Pastorat sind in einem Friesenhof von 1780 unweit des Stadtzentrums von Westerland eingerichtet.
Der Name Stallkirche ist strenggenommen irreführend. Im nach Norden abgewinkelten Flügel befand sich die Scheune, sodass es eigentlich Scheunenkirche heißen müsste. Augenfällig wird dies durch den Eingang, der das Scheunentor ersetzt hat. Dieses musste sehr hoch sein, damit Heuwagen entladen werden konnten.

Der Stalltrakt befand sich bei derartigen Grundrissen meist im Ost-Westflügel, im Bereich westlich des Backengiebels samt Eingangstür. Entsprechend wurde an der Südseite häufig etwa die Hälfte des Abschnitts mit halbrunden Gussfenstern, sogenannten Ochsenaugen versehen. An der westlichen Stirn des Ost-Westflügels befand sich oft eine Stalltür, die links und rechts von Gussfenstern gesäumt war.

## Geschichte
Seit dem Jahr 1948 besteht auf Sylt eine dänische Gemeinde (Den danske menighed på Sild). Als Pastorat wurde seit 1952 ein Friesenhof unweit des Zentrums von Westerland genutzt. Gottesdienste fanden in den ersten Jahren in den dänischen Inselschulen in Hörnum, Keitum, Westerland und List statt. Nach umfassenden Umbaumaßnahmen konnte im März 1976 schließlich das neben dem Pastorat befindliche Stallgebäude als Kirchenraum eingeweiht werden, das seitdem Zentrum der Inselgemeinde ist.
Der Kirchenraum ist relativ schlicht. Wie in anderen skandinavischen Kirchen befindet sich vor dem Altar für die Teilnahme am Abendmahl eine Kommunionbank. Seit Ostern 1993 verfügt die Kirche auch über eine Orgel mit sechs Registern, die aus der Werkstatt P. Bruhn & Søn in Rødekro stammt. Drei Jahre später wurde der Glockenstapel eingeweiht. Die Kirche selber verfügt bis heute über keinen Kirchturm. Der Hof selber ist reetgedeckt und von einem Friesenwall umgeben.
Die Gemeinde ist Teil der Dänischen Kirche in Südschleswig. Diese ist ein Verbund von mehreren dänischen evangelisch-lutherischen Gemeinden in Südschleswig und leistet die kirchliche Arbeit für die dänischen Südschleswiger. Die Gemeinden in Südschleswig unterstehen organisatorisch dem Stift Haderslev.